# Licence (Belgique)
La licence est un ancien diplôme belge de l'enseignement supérieur de deuxième cycle. La licence prenait place dans une formation de quatre années : deux années de candidature suivies par deux années de licence proprement dite. Candidature et licence furent remplacées en 2008 dans le cadre du processus de Bologne : la candidature par le bachelier (bachelor en Communauté flamande) et la licence par le master. 
| Doctorat (3)                |                         | Doctorat (3) |
| Master (2)                  | DEA - DESS (1)          |              |
|                             | Licence (2)             |              |
|                             |                         |              |
| Bachelier (3)               | Candidature (2)         |              |
|                             |                         |              |
| Actuel système de Grade BMD | Ancien système de Grade |              |

Dans un but d'harmonisation et d'internationalisation, les universités belges francophones sont tenues de délivrer, sur simple demande, un document établissant la correspondance de chaque licence avec le master de la discipline correspondante. 

Un décret officiel prévoit que les capacités de poursuite d'études et d'accès professionnels des licenciés sont équivalentes à celles des masters à 120 crédits ECTS correspondants :
Article 182. - Les porteurs d'un grade académique de deuxième cycle délivré en
vertu des dispositions antérieures à ce décret jouissent des mêmes capacités de
poursuite d'études et d'accès professionnels que les porteurs d'un grade de master
introduit par ce décret sanctionnant des études de deuxième cycle de 120 crédits au

moins.